# Запрет на смерть
Запрет на смерть — юридический запрет умирать в определённом месте (с наложением штрафа на семью покойного и т. п.).
В прошлом данный штраф налагался из религиозных или политических соображений, чтобы не осквернять сакральное место. У греков с V века до н. э. запретным для смерти являлся священный остров Делос. Часто утверждается, что в Великобритании якобы нельзя осквернять смертью парламентский Вестминстерский дворец, а тот, кто там случайно умрёт, может быть в знак очищения похоронен за счёт короля. Эта городская легенда, тем не менее, не имеет подтверждения. 
В наше время ряд населённых пунктов принял закон о запрете на смерть как «жест отчаяния» из-за переполненных в городе кладбищ, в надежде на то, что вышестоящие органы примут решения об отведении для захоронений новых участков.
Такие законы действуют в Ланхароне (Андалусия, Испания), трёх французских населённых пунктах (всё это Юг Франции) — Кюньо, Ле-Лаванду и Сарпурансе, в городе Лонгйир на Шпицбергене, а также законопроект об этом предлагался в бразильском городе Биритиба-Мирим. В последнем случае мэр обосновал своё предложение тем, что город находится на слиянии нескольких рек, которые служат источником питьевой воды, а значит, новые захоронения и увеличение количества кладбищ опасны с точки зрения заражения окружающей среды.
В городе Лонгйир (архипелаг Шпицберген, Норвегия) действует закон, который запрещает умирать на его территории. Если кого-нибудь сразила тяжелая болезнь или произошёл несчастный случай с потенциально летальным исходом, пациента должны немедленно переправить по воздуху или по морю в другую часть Норвегии, где он и должен умереть. Но даже если смерть происходит в городе, то хоронят покойника всё равно на «Большой земле». Такие меры являются вынужденными и обусловлены тем, что в условиях вечной мерзлоты тела после погребения совершенно не разлагаются и привлекают к себе внимание таких хищников, как белые медведи.